# Tetanocera fuscinervis
Tetanocera fuscinervis är en tvåvingeart som först beskrevs av Zetterstedt 1838.  Tetanocera fuscinervis ingår i släktet Tetanocera och familjen kärrflugor. Arten är reproducerande i Sverige. Inga underarter finns listade i Catalogue of Life.